# Comices tributes
Les comices tributes (en latin sing., comitia tributa) sont, dans la Rome antique, comme le concile plébéien, une assemblée du peuple basée sur le cadre des tribus romaines.
À la différence du concile plébéien qui exclut les patriciens, il s’agit d’une assemblée de tout le populus (populus : l’ensemble des citoyens) romain, convoqué (donc avec un caractère impératif) par un magistrat. On utilise beaucoup les comices tributes après les années 350 av. J.-C., la procédure de vote étant plus simple que celle des comices centuriates, dont le rôle s'efface conjointement, pour devenir symbolique sur l'essentiel de la période républicaine.

## Les tribus romaines
Pour rappel, les tribus sont, selon la tradition, une institution fondée par le roi Servius Tullius, qui regroupent les citoyens en fonction de leur domicile. Il crée un certain nombre de circonscriptions, dont 4 tribus urbaines à Rome et 17 tribus rustiques hors de la ville. Avec l’expansion romaine, le nombre des tribus rustiques augmente, en passant à 31 en 241 av. J.-C., mais celui des tribus urbaines reste stable. Les conquêtes ultérieures seront ensuite rattachées aux tribus existantes, selon des critères pas nécessairement géographiques.

## Représentation du peuple
Bien que le système présentât à ses débuts un certain équilibre dans la représentativité des individus, celle-ci devient moins égalitaire en raison de l'évolution démographique des tribus :
1. La population urbaine est sous représentée (quatre tribus sur 35), alors que la population augmente significativement plus que celle des citoyens de la campagne ; de plus, tous les affranchis sont d’office inscrits dans les tribus urbaines, alors qu’ils vivent éparpillés dans les tribus rustiques ;
2. Les tribus proches de Rome sont de taille très réduite, et peu peuplées : le vote relatif des citoyens y habitant est donc plus important ; les tribus lointaines sont immenses, et très peuplées : le vote des citoyens (pris individuellement) relevant de ces tribus est donc dilué ;
3. Les clients dépendent de leur patron et votent comme un seul homme sur les indications de ce dernier, permettant éventuellement de garantir le vote d’une tribu entière ;
4. Les propriétaires fonciers sont donc avantagés, et parmi eux, ceux qui ont les moyens de se déplacer pour aller voter ;
5. Les citoyens des tribus rustiques vivant à Rome vendent leur vote après le IIe siècle av. J.-C.

## Attributions
Les comices tributes sont convoquées et présidées par un magistrat curule, qui peut être un consul, un préteur ou un édile curule. Elles ont un rôle électoral, législatif et judiciaire :
- Elles votent les lois proposées par le magistrat.
- Elles élisent les magistrats inférieurs : édiles curules, questeurs et les 24 tribuns militaires des quatre premières légions.
- Elles jugent les crimes d'État passibles d'amendes, en juridiction civile.